# Креофил Эфесский
Креофил Эфесский (др.-греч. Κρεώφυλος; IV или III век до н. э.) — древнегреческий историк.
Автор «Эфесских летописей» (ΈφεσΙων Ώροι), фрагмент из которых приведен в «Пире мудрецов» Афинея, и издан в собраниях Карла Мюллера (FHG, IV, p. 371—372) и Феликса Якоби (FgrHist, 417).

А Креофил пишет в «Эфесских летописях», что основатели Эфеса долго страдали из-за скудости [выбранной] местности и послали спросить оракул, где им строить город. Им был дан ответ: строить город там, где рыба укажет и куда вепрь отведет. И вот, говорят, там, где ныне источник Гипелей (Ύπέλαιος) и священное озеро, однажды полдничали рыбаки, и одна из [жарившихся] рыб выпрыгнула вместе с горящим углем и упала в мусор, а от этого загорелись кусты, где лежал дикий кабан. Испугавшись огня, тот пустился наутек и далеко забежал на гору Трихию (Каменистую) и там, где ныне стоит храм Афины, пал от охотничьих дротиков. Тогда эфесцы переправились с острова, на котором прожили двадцать лет, и вторично заселили Трихию и склоны Коресса; на городской площади они построили святилище Артемиды, а в гавани храм Аполлона Пифийского.— Афиней. VIII, 361de
Упоминается в приенской надписи 185/182 до н. э. вместе с семью другими историками из Самоса, Хиоса и Эфеса, сведения которых были приведены сторонами во время родосского арбитража в ходе самосско-приенского конфликта.
Виламовиц-Мёллендорф датировал его деятельность III веком до н. э., но остатки ионийского диалекта в тексте Афинея позволяют отнести Креофила к концу IV века, ко временам Аристотеля. Terminus post quem — 431 до н. э., дата постановки «Медеи» Еврипида (Креофил упоминается в схолиях к этой трагедии). Считается старейшим из эфесских писателей (время жизни Эвалка точно не датировано, но это явно поздний автор).